# New weird
Il new weird è un sottogenere della narrativa fantastica, soprattutto fantasy, sviluppatosi a partire dagli anni novanta del XX secolo. Si caratterizza per la presenza di elementi fantasy (come la magia) mischiati con altri fantascientifici (come la tecnologia retrofuturistica o futuristica) e horror (come le atmosfere tetre) più o meno forti a seconda dell'opera, per l'"abbandonarsi al bizzarro" con creature e ambientazioni strane e originali, per il rigetto dei cliché tradizionali del fantasy classico, per la grande attenzione alla verosimiglianza e alla coerenza, per i contenuti allegorici di tipo sociopolitico e filosofico.

## Nascita del genere

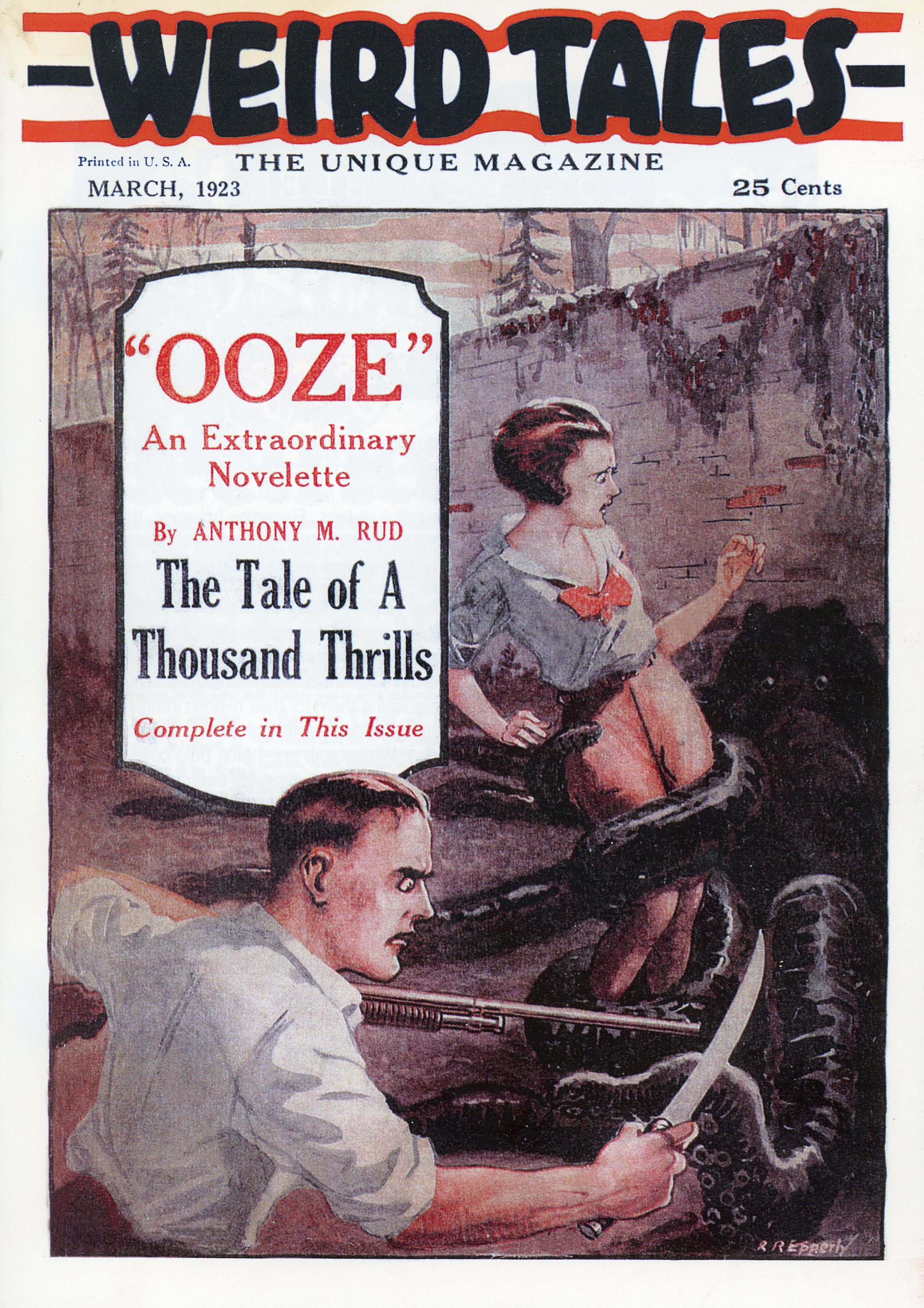
Copertina del primo numero di Weird Tales, marzo 1923

Le radici del new weird si possono trovare nella weird fiction, e in alcune opere di autori come H. P. Lovecraft, Lord Dunsany, Clark Ashton Smith, Mervyn Peake ed Edwin A. Abbott, oltre che in un vasto movimento d'opinione anti-tolkieniano interno al genere fantasy.
I primi esempi di "proto-new weird" sono stati prodotti da autori quali Stephen King, M. John Harrison, Michael Moorcock, Clive Barker, Simon D. Ings, Kathe Koja e Thomas Ligotti. Tuttavia, il new weird vero e proprio nasce negli anni novanta grazie ad autori quali Michael Swanwick, China Miéville e Jeff VanderMeer. A quest'ultimo e a sua moglie Ann si devono anche l'aver dato una definizione precisa del genere e l'aver curato antologia The New Weird del 2007.
Il new weird ha attirato a sé molti autori desiderosi di sperimentare nuove strade per la letteratura fantasy, tra cui Alan Campbell, Hal Duncan, Steph Swainston, K. J. Bishop, Felix Gilman, Jay Lake, Paul Di Filippo, Luca Tarenzi e vari altri.

## Caratteristiche
Secondo Jeff VanderMeer, le caratteristiche principali del new weird sono:
- fantasy contaminato con elementi fantascientifici e horror, quindi il concatenarsi di magia e tecnologia all'interno di "mondi secondari";
- "abbandonarsi al bizzarro" al fine di provocare un forte senso del meraviglioso, quindi l'uso di creature e ambientazioni molto strane e originali;
- rigorosissima cura per la verosimiglianza e la coerenza.

Ci sono inoltre delle caratteristiche comuni alla maggioranza delle opere new weird, ma che non sono obbligatorie per rientrare nel genere. Si tratta soprattutto di:
- allegorie e tematiche sociopolitiche, d'attualità e/o filosofiche;
- atmosfere oscure, ciniche, pessimiste e senza nulla di consolatorio o evasivo.

Sempre secondo Vandermeer, il new weird sarebbe la naturale evoluzione del fantasy, che perde così le radici "tolkieniane" per ricercare nuove e originali soluzioni narrative. Non a caso molti autori (Miéville su tutti) hanno inteso il new weird come un movimento fantasy dichiaratamente anti-tolkieniano, mentre altri ancora semplicemente come science fantasy fatta bene.
Secondo alcuni critici, il genere "new weird" è in gran parte definito proprio dal suo trascendere sistematicamente i generi letterari da cui attinge, cosa che lo avvicinerebbe ad altri sottogeneri d'avanguardia come lo slipstream, ma vi è anche chi sostiene che l'invenzione della nuova denominazione "New Weird" sia più un'operazione di marketing, che il riflesso della nascita di un vero e proprio nuovo genere. A conferma di questa tesi, vi è la quasi totale sovrapponibilità tra le opere New Weird e quelle Science fantasy nelle sue varie accezioni (Steamfantasy in primis).
Uno dei massimi esponenti del genere, China Miéville, propone la metafora del tentacolo per definirlo: Il tentacolo è un tipo di arto assente dalla maggior parte delle creature della letteratura fantasy classica e del folclore fantastico europeo, ma è un tratto distintivo nella weird fiction e nel new weird

### Differenze con la Bizarro fiction
Il new weird e la bizarro fiction hanno dei punti in comune e vengono spesso confusi tra di loro, ma in realtà sono piuttosto diversi.
Le principali differenze tra i due sottogeneri sono:
- La bizarro fiction è molto più estrema, esagerata, dissacrante e grottesca. Nel new weird non vengono mai sfiorati gli eccessi della bizarro fiction. In generale, la bizarro fiction parte da premesse troppo assurde e allucinate per il new weird;
- il new weird sviluppa le stranezze solo con creature e ambientazioni, mai con le situazioni (che devono sempre essere verosimili e coerenti). La bizarro fiction, invece, sfrutta anche e soprattutto le situazioni al limite del nonsense. Queste ultime possono essere verosimili e coerenti, ma non è obbligatorio;
- la bizarro fiction si fonda obbligatoriamente sull'utilizzo di molti elementi strani e surreali (più di tre), mentre nel new weird non c'è una regola predefinita;
- il new weird ha aspirazioni di alta letteratura e possiede vari rimandi allegorici (sociopolitici, d'attualità, filosofici), mentre la bizarro fiction è divertimento puro e fine a sé stesso. Ci sono delle eccezioni in entrambi i sensi, ma in generale sono generi con scopi diversi;
- la maggioranza delle opere bizarro fiction è ironica e umoristica, mentre il new weird è generalmente serio e drammatico.

Rose O’Keefe spiega così le differenze tra new weird e bizarro fiction:
Ciò nonostante, parte delle critica considera il New Weird e la Bizarro fiction come generi in parte sovrapponibili.

### Il new weird italiano
In Italia ciò che si intende per new weird ha assunto caratteristiche distinte rispetto alla letteratura di oltreoceano, ponendosi a una certa distanza dall'epigonalità rispetto a Lovecraft e agli altri autori classici del weird e attirando invece autori provenienti dalla cosiddetta literary fiction più che dai "generi", affini al filone metafisico della letteratura dell'Est Europa contemporaneo debitrice di Kafka e Borges, come Mircea Cărtărescu, Dimitris Lyacos, Olga Tokarczuk, László Krasznahorkai o Georgi Gospodinov, oppure ricollegandosi con autori del canone italiano che avevano dato personalissime declinazioni allo "strano" come Dino Buzzati, Alberto Savinio, Anna Maria Ortese o più recentemente Michele Mari o Antonio Moresco.

## Autori e opere rappresentative
- Jeff VanderMeer: Saga di Ambegris (City of Saints and Madmen, Veniss Underground, Shriek: An Afterword e Finch) e The Situation;
- China Miéville: Trilogia del Bas-Lag (Perdido Street Station, La città delle navi e Il treno degli dèi) e Jack;
- Michael Swanwick: La Figlia del Drago di Ferro e I draghi di Babele;
- Steph Swainston: The Castle Omnibus (The Year of Our War, No Present Like Time, The Modern World e Above the Snowline) e The Ride of the Gabbleratchet;
- Alan Campbell: Codice Deepgate (Il raccoglitore di anime, Il dio delle nebbie e Il dio delle anime) e The Gravedigger Chronicles (Sea of Ghosts e Art of Hunting);
- K. J. Bishop: Petali e Sangue e The Art of Dying;
- Luca Tarenzi: Il sentiero di legno e sangue;
- Giovanni De Feo: L'isola dei Liombruni;
- Stephen King: Saga de La Torre Nera;
- Paul Di Filippo: Death in a Dirty Dhoti;
- Hal Duncan: Cronache perdute dal mondo dei diavoli e Golden Lads All Must;
- Felix Gilman: Thunderer e The Half-Made World;
- Jay Lake: The Lizard of Ooze;
- Brian Evenson: Watson's Boy;
- Jeffrey Ford: At Reparata;
- Leena Krohn: Letters from Tainaron;
- Alistair Rennie: The Gutter Sees the Light That Never Shines;
- Cat Rambo: Cornflowers Beside the Unuttered;
- Sarah Monette: All God's Chillun Got Wings;
- Daniel Abraham: Locust-Mind;
- Conrad Williams: Forfend the Heavens' Rending.
- Valerio Evangelisti: saga dell'inquisitore Nicolas Eymerich
- Neil Gaiman: Cose Fragili